# Estany de la Comassa
L'Estany de la Comassa, ou lac de la Coumasse, est un lac des Pyrénées françaises situé sur la commune d'Angoustrine-Villeneuve-des-Escaldes (Pyrénées-Orientales), en région Occitanie, au nord-ouest de Font-Romeu.

## Toponymie
Estany signifie « lac » en catalan. Le mot Comassa est formé de coma, semblable au français combe, dérivé du bas latin cumba, qui signifiait à l'origine « creux » mais peut désigner également une vallée, plaine, ravin ou même un pâturage. Le suffixe -assa signifie qu'on a affaire à une grande coma.

## Géographie

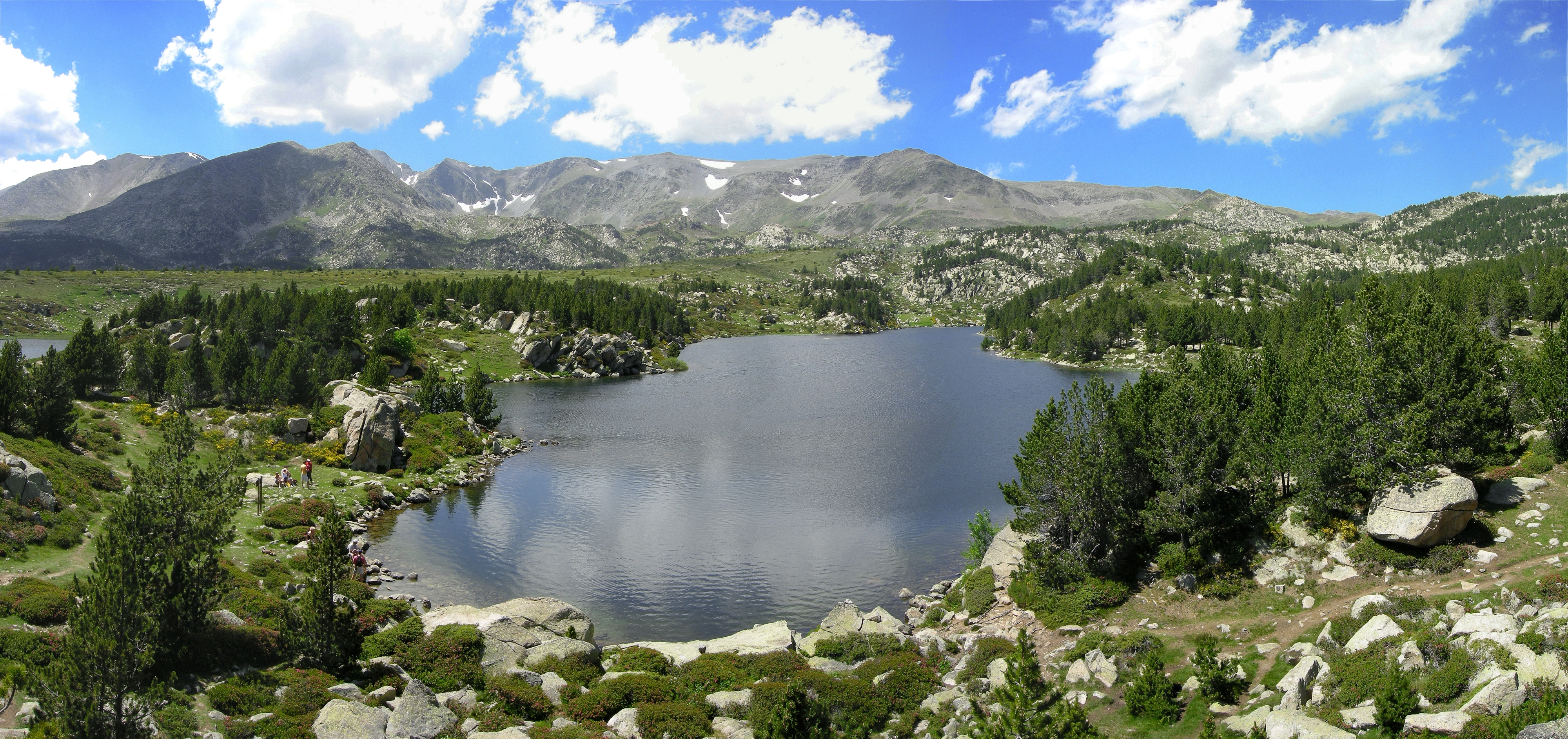
Vue globale du lac dans le massif du Carlit.

Il se situe sur le territoire de la commune d'Angoustrine-Villeneuve-des-Escaldes à une altitude de 2 160 m et possède une superficie de 4 hectares.
Le lac fait partie des étangs du Carlit dans le massif du Carlit, lui-même dans la partie orientale de la chaîne des Pyrénées. Cette zone d'étangs ou petits lacs se situe entre le pic Carlit à l'ouest et le lac des Bouillouses à l'est.